# 1483 Hakoila
1483 Hakoila (1938 DJ1) là một tiểu hành tinh vành đai chính được phát hiện ngày 24 tháng 2 năm 1938 bởi Vaisala, Y. ở Turku.